# Hitman: Codename 47
Hitman: Codename 47 var det første computerspil fra danske IO Interactive og det første i firmaets Hitman-serie, hvor man skal træde i fodsporene på en lejemorder, der har en ubehagelig og overraskende historie bag sig. Lejemorderen bliver blot kaldt Agent 47.
Det gælder i spillet om at udføre fejlfrie mord og efterlade sig så få spor som muligt. Dette går igen igennem hele Hitman-serien.